# Ormoy, Eure-et-Loir

Ormoy este o comună în departamentul Eure-et-Loir, Franța. În 1 ianuarie 2022 avea o populație de 224 de locuitori.